# Plotterpapier
Plotterpapier ist die Bezeichnung für besondere Papierarten, die für Großformatdrucker, so genannte Plotter, geeignet sind und vor allem im industriellen und gewerblichen Bereich verwendet werden. Plotterpapier kommt so beispielsweise beim technischen Zeichnen, beim CAD, bei Geoinformationssystemen sowie bei Werbemedien (Schilder, Poster etc.) zum Einsatz. Grundsätzlich unterscheidet man beschichtetes, unbeschichtetes sowie Foto-ähnliches-Plotterpapier. 

## Namensherkunft
Das Plotterpapier verdankt seinen Namen den Großformatdruckern, die auch als Plotter bezeichnet werden. In früheren Tagen waren vor allem Stiftplotter an der Tagesordnung. Diese sind in der heutigen Zeit jedoch weitgehend verschwunden. Üblich sind stattdessen Laser- sowie Tintenstrahldrucker im Großformat. 

## Unbeschichtete Plotterpapiere
Unbeschichtete Plotterpapiere werden auch als „Inkjet-Standard-Plotterpapier“ bezeichnet. Sie verdanken ihren Namen dem Umstand, dass ihre Oberfläche nicht versiegelt ist. Zumeist werden sie mit Tintenstrahlplottern verwendet. Die Tinte dringt dabei direkt in das Plotterpapier ein und breitet sich hier fleckenförmig aus. Der Fleck, der entsteht, hat einen wesentlich größeren Durchmesser als der ursprüngliche Tintentropfen. Er kann deshalb erheblich von der eigentlich beabsichtigten Kreisform abweichen. Arbeitet man mit unbeschichtetem Plotterpapier, ist es deshalb sehr wichtig, auf gute Zeichnungseigenschaften, eine hohe Opazität sowie eine optimale Randlinienschärfe zu achten. 
Verwendet wird das unbeschichtete Papier zumeist dafür, Testzeichnungen, Entwürfe, Standproofs sowie Kontrollpapiere zu drucken. Geeignet ist es für Schwarz-Weiß- sowie Farbdrucke mit geringem Farbauftrag. Die Standardqualität liegt bei Grammaturen von 80 bis 90 g/m².

## Beschichtete oder gestrichene Plotterpapiere
Beschichtete Plotterpapiere kommen vor allem immer dann zur Anwendung, wenn grafische Anwendungen veranschaulicht werden sollen. Diese haben einen hohen Farbauftrag, deshalb ist es unabdingbar, dass das Auseinanderlaufen der Tinte verhindert wird. Hierfür wird das Plotterpapier beschichtet oder gestrichen. Es besteht deshalb aus zwei Elementen: Einem Trägerstoff sowie einer Farbempfangsschicht. Als Trägerstoff kommen entweder Papier oder Kunststoffe zum Einsatz. Als Farbempfangsschicht (die eigentliche Beschichtung) eignet sich z. B. Calciumcarbonat. Wie genau die Farbempfangsschicht zusammengesetzt ist, unterscheidet sich zum Teil extrem. Jeder Produzent hat diesbezüglich ein eigenes Verfahren. Generalisierende Aussagen lassen sich deshalb nicht treffen. Erreicht wird durch das Zusammenspiel der zwei Elemente eine sehr hohe Detailauflösung bei optimaler Farbtrennung. Optisch ergibt sich auf diese Weise eine bestmögliche Darstellung.
Eingesetzt wird das beschichtete Plotterpapier ganz überwiegend für Poster, Plakate oder Präsentationen. Für den Einsatz im Freien oder mit seinem sehr starken Tintenauftrag muss der Auftrag zudem wasserundurchlässig sein. Auf diese Weise wird eine Wellenbildung verhindert. 

## Foto-ähnliches-Plotterpapier
Auch dem Fotopapier ähnliche Papiere können mit Plottern gedruckt werden. Dabei handelt es sich um ein hochwertiges Papier im passenden Großformat, das zudem eine besondere Beschichtung trägt. 

## Inkjekt-Verfahren
Man unterscheidet bei Tintenstrahldruckern zwischen zwei Inkjet-Verfahren: Thermo-Inkjet (oder auch „Bubble-Jet“) sowie Piezo-Inkjet. Bei technischen Drucken kommt meist Thermo-Inkjet zum Einsatz, bei grafischen Vorhaben das Piezo-Inkjet-Verfahren. Bei beiden Methoden ist die Absorptionsfähigkeit des Papiers eine wichtige Größe, um ein Verschmieren der Tinte durch zu hohen Farbauftrag zu verhindern. 
Unterschieden wird zudem noch, ob die Tinte wasserlöslich (wasserbasierende Dye-Tinte) oder wasserfest (lösungsmittelbasierende Pigmenttinte) ist. Für den Einsatz im Außenbereich ist neben wasserfester Tinte auch ein entsprechendes Papier erforderlich.

## Weitere Charakteristika von Plotterpapier
Plotterpapier wird zumeist auf Rollen angeboten. Der Breite der Rolle bestimmt das maximal druckbare Format (kürzere Seite). Die Rolle kann in aller Regel direkt in den Drucker eingespannt werden. Für das bestrichene oder gestrichene Plotterpapier spielt zudem auch noch das Gewicht eine zentrale Rolle. Leichte Papiere, die 90 g/m² wiegen, eignen sich besonders gut für einfache Präsentationen. Mittelschwere bis schwere Papiere (mehr als 120 g/m²) werden für Plakate und Poster eingesetzt.